# Valvestino
Valvestino est une commune de la province de Brescia en Lombardie (Italie).

## Administration
| Période                                  | Période | Identité        | Étiquette     | Qualité |
| ---------------------------------------- | ------- | --------------- | ------------- | ------- |
| 2004                                     | 2009    | Angelo Andreoli | liste civique |         |
| 2009                                     | 2014    | Davide Pace     | liste civique |         |
| Les données manquantes sont à compléter. |         |                 |               |         |

### Hameaux
1. Armo 848 m[2]
2. Bollone 804 m
3. Moerna 992 m
4. Persone 900 m
5. Turano 680 m. Chef-lieu de la Commune de Valvestino.

### Communes limitrophes
Bondone, Capovalle, Gargnano, Idro, Magasa, Tignale

### Évolution démographique
Habitants recensés